# Saalburg-Ebersdorf
Saalburg-Ebersdorf település Németországban, azon belül Türingiában. Lakosainak száma 3292 fő (2023. december 31.). Saalburg-Ebersdorf Schleiz, Gefell, Remptendorf és Tanna községekkel határos.

## Népesség
A település népességének változása:
| Lakosok száma | 3442 | 3414 | 3300 | 3319 | 3292 |
|               | 2017 | 2019 | 2021 | 2022 | 2023 |